# Artemis (Satellit)
Artemis war ein europäisch-japanischer geostationärer Kommunikationssatellit, der von der Europäischen Weltraumorganisation (ESA) betrieben wurde. Artemis steht für Advanced Relay and TEchnology MISsion (etwa: hochentwickelte Relais- und Technologie-Mission). Besonderheiten waren experimentelle optische Datenlinks (Laser Communication Terminal), zwei Arten neuartiger Ionentriebwerke und eine flexible Betriebssoftware. Regelmäßig bauten Artemis und der französische Aufklärungssatellit Spot-4 eine Laser-Datenverbindung auf (SILEX). Ebenso waren die Tests mit dem japanischen Forschungssatelliten Kirari erfolgreich. Eine optische Datenübermittlung zu Flugzeugen (LOLA), Drohnen und zu Bodenstationen wie der Optical Ground Station wurde erprobt. Zu seinen operativen Aufgaben gehörte die Kommunikation mit Envisat und Versorgungsfahrzeugen wie ATV-4 sowie die Ausstrahlung der GPS-Korrektursignale von EGNOS.
Der Satellit hatte ein Startgewicht von 3100 Kilogramm. Seine elektrische Nutzleistung lag bei 2,8 Kilowatt. Er startete am 12. Juli 2001 zusammen mit dem japanischen Kommunikationssatelliten BSAT 2b an Bord einer Ariane 5G.

## Rettung mit Ionentriebwerken
Die Trägerrakete sollte die Satelliten in eine geostationäre Transferbahn bringen, erreichte aber ihre volle Leistung nicht, sodass das Apogäum in nur 17.000 statt 36.000 km Höhe lag. BSAT 2b wurde als verloren erklärt, aber Artemis konnte gerettet werden. Der Apogäumsmotor des Satelliten war eigentlich dafür vorgesehen, auch das Perigäum auf 36.000 km Höhe anzuheben. Dafür und für den Einsatz der Lageregelung hatte Artemis 1500 kg Treibstoff und Oxidator an Bord, wovon nun 95 % eingesetzt wurden, um wenigstens eine Kreisbahn in 31.000 km Höhe zu erreichen. In dieser Parkbahn, außerhalb des gefährlichen Van-Allen-Gürtels, wurde die Lageregelung von Artemis so umprogrammiert, dass ein Paar der Ionentriebwerke den Satelliten in den geostationären Orbit bringen konnten. Der spiralförmige Aufstieg um etwa 20 km pro Tag dauerte von Februar bis November 2002. Seine endgültige Position auf 21,5° Ost erreichte Artemis im März 2003.

## Nutzlast
Die Nutzlast bestanden im Einzelnen aus:
- SILEX (Semiconductor-laser Intersatellite Link Experiment) war ein Experiment zur lasergestützten Kommunikation, Kernstück ist dabei das Modul OPALE (Optical Payload Laser Experiment), dabei wird ein Laserstrahl durch ein Teleskop mit einem Durchmesser von 25 cm so gebündelt, dass er einer Entfernung von 40.000 km einen Streudurchmesser von 400 m hat. Für die Verbindungsaufnahme mit einem Zielsatelliten verfügte das System über ein Leuchtfeuer aus 19 Laserdioden.[1] Das System kommunizierte täglich mit dem Fernerkundungssatelliten SPOT-4 der französische Weltraumagentur CNES, ferner wurden Verbindungen zu dem japanischen Technologieträgersatelliten Kirari und zu einem Flugzeug im Flug aufgebaut.[2]

- SKDR war ein Modul, das für die Weiterleitung von Daten von anderen Satelliten in einem erdnahen Orbit konzipiert wurde. Das System kommunizierte über Frequenzen im S- und Ka-Band und verwendete eine Offset-Parabolreflektorantenne mit einer Apertur von 2,85 m. Die Ausrichtung der Antenne erfolgte über einen Rechner an Bord des Satelliten und konnte entweder über einen Open-Loop Modus durch Befehle einer Bodenstation oder im Closed-Loop Modus über die Verarbeitung von Fehlersignalen gesteuert werden. Das Modul kommunizierte unter anderem mit dem Erdbeobachtungssatelliten Envisat der ESA[3]

- LLM (L-Band Land Mobile): Die LLM-Nutzlast war ein System, dass für die Zwei-Wege-Kommunikation zwischen dem Satelliten und stationären, aber auch relativen kleinen mobilen Stationen auf der Erde, wie Lkws oder Züge entwickelt wurde. Es ist vollständig kompatibel zur EMS-Nutzlast der italienischen Italsat-2. Das LLM verwendete die zweite 2,85 Meter-Antenne und war mit seinen vier Beams in der Lage ganz Europa, Nordafrika und dem Nahen Osten abzudecken. Mit dem LLM-Modul konnten ca. 400 bi-direktionale Verbindungen gleichzeitig hergestellt werden. Die Verbindung zu den mobilen Endgeräten erfolgte über das L-Band bei 1550 MHz im Vorwärtskanal und bei 1650 MHz im Rückwärtskanal, für die Verbindung zu den ortsfesten Bodenstationen wurde ein Ku-Band Feeder-Link mit 14,2 GHz im Empfangskanal und 12,75 GHz im Sendekanal verwendet.[3][4]

- EGNOS (European Geostationary Navigation Overlay Service) Die EGNOS-Nutzlast war ein Satellitennavigations-Transponder für das europäische Differential Global Positioning System. Mit der EGNOS-Nutzlast sollte die Genauigkeit und Integrität der Navigation in der ECAC-Region, die von 20° West bis 45° Ost und von 25° N bis 75° N reicht, verbessert werden. Die Kommunikation verwendete als Uplink-Frequenz 13,875 GHz und war von der LLM-Feeder-Link getrennt, während die Downlink-Frequenz von 12,748 GHz mit den LLM-Kanälen geteilt wurde. Das EGNOS-Weitverkehrsdienstsignal hatte die GPS-L1-Frequenz bei 1575,42 MHz.[4]

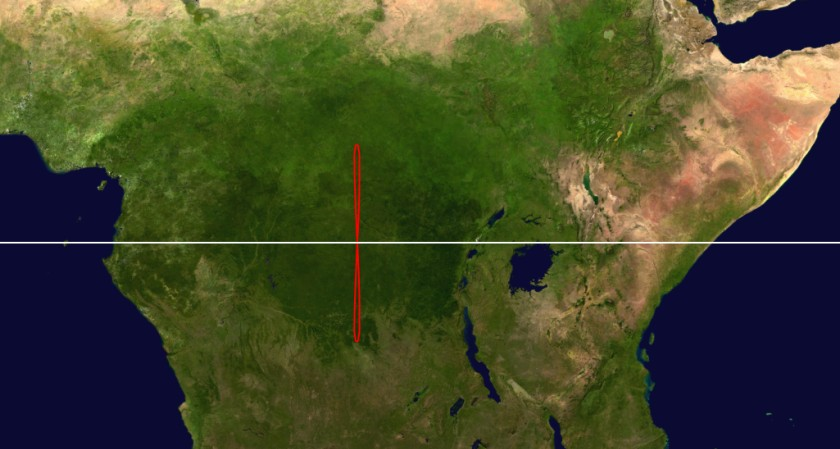
Nadir von Artemis

- IPP (Ion Propulsion Package) Die IPP-Nutzlast war ein elektrisches Antriebssystem, das ursprünglich für die Kompensation der Nord-Süd-Drift eingeplant war. Artemis sollte zwei neue Ionentriebwerke testen: RITA (Radiofrequency Ion Thruster Assembly), eine deutsche Entwicklung einer elektrodenlosen, durch angelegte Spulen, angeregte Radiofrequenz-Entladung mit 15 mN Schub, sowie EITA (Electron bombardment Ion Thruster Assembly) ein englisches Produkt mit Electro-bombardment(Kaufmann?)-Quelle und 18 mN Schub. Zum Vergleich: Artemis hat 16 chemische Lageregelungstriebwerke mit je 10 N Schub. Von beiden Arten Ionentriebwerk wurden je zwei eingesetzt, in gemischten Paaren an der Nord- und Südseite des Satelliten montiert. Ihre Aufgabe sollte die Korrektur von Bahnstörungen im geostationären Orbit sein (nur Inklination). Die elektrische Leistungsaufnahme eines Paares beträgt 600 W. Als Stützmasse kommt Xenon zum Einsatz. Der gemeinsame Vorrat betrug nur 40 kg. Damit diese Menge für die Rettung des Satelliten und seinen bevorstehenden Transfer zum Friedhofsorbit ausreicht, wurden die Triebwerke mit maximaler Beschleunigungsspannung betrieben: Statt der nominellen Austrittsgeschwindigkeit von 30 km/s wurde die Austrittsgeschwindigkeit auf die Maximalgeschwindigkeit von 40 km/s erhöht.Nadir von Artemis Um Xenon zu sparen, wurde die Nord-Süd-Drift nicht kompensiert. Die geographische Länge von 21,5° Ost wurde mittels chemischer Steuerdüsen annähernd eingehalten. Die Inklination betrug ca. 10°,[5] sodass der Satellit nicht ortsfest über dem Äquator stand, sondern eine schmale Analemma-Bahnkurve am Himmel beschrieb (siehe nebenstehende Abbildung).[6]

### Nutzlastfrequenzen
Artemis kommunizierte auf folgenden Bändern:
- L-Band (1,6 GHz senden an/empfangen von Bodenstation)
  - Senden: 15 Kanäle
  - Empfangen: 6 Kanäle
  - Insgesamt 400 Sprachkanäle mit jeweils 4,8 kbit/sec
- S-Band (2 GHz / 2,2 GHz senden an/empfangen von Bodenstation)
  - Senden: 3 Mbps
  - Empfangen: 1 Mbps
- S-Band (2 GHz / 2,2 GHz senden an/empfangen von Satelliten)
  - Senden: 1 Mbps
  - Empfangen: 3 Mbps
- Ka-Band (26 GHz / 23 GHz senden an/empfangen von Bodenstation)
  - Senden: bis 150 Mbps
  - Empfangen: 10 Mbps
- Ka-Band (23 GHz / 26 GHz senden an/empfangen von Satelliten)
  - Senden: 10 Mbps
  - Empfangen: bis 3 × 150 Mbps
- Im optischen Bereich (820 nm / 848 nm senden an/empfangen von Satelliten)
  - Senden: 2 Mbps
  - Empfangen: 50 Mbps

Damit ist folgende Datenrate von einem Satelliten über Artemis an eine Bodenstation möglich:
Satellit → (optisch, 50 Mbps; Ka, 150 Mbps; S, 3 Mps) → Artemis → (Ka, 150 Mps) Bodenstation

## Erfolge
- Im November 2001 gelang die weltweit erste laserbasierte Datenverbindung zwischen zwei Satelliten, dabei wurden Daten des SPOT 4-Satelliten über eine Laserverbindung via Artemis an eine Bodenstation auf der Erde gefunkt.

- Anfang Dezember wurde erstmals eine laserbasierte Datenverbindung mit einem Flugzeug im Flug hergestellt, bei zwei Testläufen konnte aus dem geostationären Orbit des Satelliten jedes Mal eine Verbindung zum LOLA-Terminal in einer Dassault Mystère 20 aufgebaut werden.[2] Das System baute innerhalb eines Zeitraums von weniger als 1 Sekunde eine bidirektionale Verbindung auf und erreichte eine zuverlässige Verbindungsrate von 50 Mbit/sec.[7]

## Ende der Mission
Der Satellit wurde bis 2014 von der ESA betrieben und sollte 2014 abgeschaltet werden. 2013 wurden der Satellit und das Nutzungsrecht für die Position 21,5° Ost an das britische Unternehmen Avanti Communications verkauft. Der Verkauf des Satelliten ist die erste Transaktion dieser Art, über den Verkaufspreis wurde von beiden Seiten Stillschweigen vereinbart. Die Vertragsbedingungen räumten der ESA aber den Einsatz des Satelliten während der ATV-5 Mission zur Internationalen Raumstation ein. Zum Zeitpunkt des Verkaufs schätzte die ESA die restliche Lebensdauer des Satelliten auf etwa drei Jahre.  2015 wurde der Satellit in die Position 123° Ost gebracht, um dort die L-Band Rechte für Indonesien zu sichern und Garuda 1 zu ersetzen. Nachdem Indonesien seinen Zahlungsverpflichtungen nicht nachgekommen war, wurde Artemis im November 2017 in einen Friedhofsorbit gebracht und deaktiviert.